# کارل ساگان
کارل ادوارد سِیگِن (انگلیسی: Carl Edward Sagan؛ زادهٔ ۹ نوامبر ۱۹۳۴ – درگذشتهٔ ۲۰ دسامبر ۱۹۹۶) اخترشناس اوکراینی-آمریکایی، دانشمند علوم سیاره‌ای، کیهان‌شناس، اخترشیمیدان، مشاور ناسا، نویسنده و مروج علم‌های اخترشناسی، اخترفیزیک و دیگر علوم طبیعی بود. او پیشگام اخترزیست‌شناسی و یکی از بنیان‌گذاران جستجوی هوش فرازمینی معروف به «سِتی» بود. سیگن طرفدار و مبلغ شک‌گرایی علمی بود.
سیگن که در ابتدا استادیار دانشگاه هاروارد بود، بعدها به دانشگاه کرنل رفت و بیشتر دوران حرفه‌ای خود را در آنجا گذراند. او به عنوان نویسنده یا نویسندهٔ همکار یا ویراستار در انتشار بیش‌از ۶۰۰ مقاله علمی و ۲۰ کتاب نقش داشت و ۳۰ سال به تدریس آکادمیک مشغول بود. او در برهه‌ای به‌عنوان یکی از مهم‌ترین چهره‌های علمی و به‌اصطلاح آقای علم مطرح بود.شهرت جهانی او برای تألیف کتاب‌های علوم همگانی و مجری‌گری برنامهٔ علمی کیهان: یک سفر شخصی بود که توسط بیش‌از شش‌صد میلیون بیننده در ۶۰ کشور دیده‌شد. این برنامهٔ علمی به پربیننده‌ترین مجموعه در تاریخ تلویزیون عمومی آمریکا تبدیل شد. کتابی نیز به نام کیهان در ارتباط با این مجموعه منتشر شد. کتاب کیهان سال ۱۹۸۰ چاپ شد و به‌مدت ۷۰ هفته پیاپی در صدر فهرست کتاب‌های پرفروش نشریه نیویورک تایمز قرار داشت؛ تا ۸ سال بعد هم که کتاب تاریخچه مختصر زمان نوشته استیون هاوکینگ منتشر شد، پرمخاطب‌ترین کتاب ترویجی علم در جهان کتاب‌های انگلیسی بود.سیگن همچنین یک رمان علمی-تخیلی به نام تماس نوشت که در سال ۱۹۸۵ منتشر شد. این رمان، مبنای ایجاد فیلمی به همین نام در سال ۱۹۹۷ شد. مقالات او، شامل ۵۹۵٫۰۰۰ مورد مقاله در کتابخانهٔ کنگره بایگانی می‌شوند.
میلیاردها و میلیاردها، اژدهایان بهشت، جهان دیوزده و نقطه آبی کم‌رنگ از مهم‌ترین کتاب‌های علمی محبوب او هستند.
سیگن یکی از طرفداران پر و پا قرص شک‌گرایی علمی و روش علمی بود؛ او در زمینهٔ اخترزیست‌شناسی پیشگام بود و همچنین، جستجو برای حیات هوشمند فرازمینی (سِتی) را نیز ترویج می‌کرد. او بیشتر دوران حرفه‌ای خود را به عنوان استاد ستاره‌شناسی در دانشگاه کرنل گذراند و در آنجا آزمایشگاه مطالعات سیاره‌ای را هدایت کرد. وی در هدایت برنامه فضایی آمریکا نقشی محوری داشت. او از دهه ۱۹۵۰ مشاور و راهنمای ناسا بود، فضانوردان آپولو را قبل از پروازهایشان توجیه می‌کرد و نیز در سفرهای اکتشافی سفینه‌های مارینر، وایکینگ، ویجر و گالیله به سیاره‌ها همکاری داشت.سیگن و آثارش جوایز و افتخارات متعددی را دریافت کردند که از جملهٔ آنها می‌توان به مدال خدمات عمومی برجسته ناسا، مدال رفاه عمومی آکادمی ملی علوم، جایزه پولیتزر (برای کتاب اژدهایان بهشت و کیهان: یک سفر شخصی)، دو جایزهٔ امی، جایزهٔ پیبادی و جایزهٔ هوگو اشاره کرد. او سه بار ازدواج کرد و پنج فرزند داشت. ساگان پس از ابتلا به سندرم میلودیسپلاستیک در ۲۰ دسامبر ۱۹۹۶ و در سن ۶۲ سالگی بر اثر سینه‌پهلو درگذشت.

## زندگی شخصی
کارل سِیگِن در بروکلین، نیویورک در یک خانوادهٔ یهودی زاده‌شد و از دانشگاه شیکاگو دو مدرک کارشناسی، یک مدرک کارشناسی ارشد، و دکترای اخترفیزیک گرفت. او در دانشگاه برکلی و دانشگاه هاروارد مدتی به پژوهش پرداخت و سپس به استادی دانشگاه کرنل رسید.
کارل سیگن سه بار ازدواج کرد. ۱۹۵۷ با زیست‌شناس لین مارگولیس ازدواج کرد و دو فرزند به نام‌های جِرمِی و دوریان آوردند. پس‌از جدایی سیگن و مارگولیس، سیگن ۱۹۶۸ با هنرمند لیندا سالزمن ازدواج کرد و یک فرزند به نام نیک آوردند. کارل سیگن در طول این دو ازدواج به‌شدت روی کارش متمرکز بود، که ممکن است در جدایی از همسر اول‌ش اثرگذار بوده‌باشد. او، ۱۹۸۱ با نویسنده ان درایان ازدواج کرد و دو فرزند به نام‌های الکساندرا و ساموئل آوردند. سیگن و درایان تا مرگ سیگن در ۱۹۹۶ با هم بودند.
فیلم علمی-تخیلی تماس به کارگردانی رابرت زمکیس، نویسندگی کارل سِیگِن و بازی جودی فاستر برگرفته از رمانی به همین نام از کارل سیگن است. همچنین سیارک ۲۷۰۹ به افتخار او نام گذاشته شده‌است.

## طبیعت‌گرایی
سیگن در بسیاری از نوشته‌هایش به دین و ارتباطش با علم می‌پردازد و دربارهٔ تصورات سنتی از خدا به‌عنوان یک موجود انسانی تردید می‌کند. برای نمونه:
بعضی‌ها فکر می‌کنند خدا یک مرد سفیدپوست بی‌قواره با ریش بلند سفید است که یک جایی آن بالاها در آسمان روی تخت سلطنت نشسته‌است و به‌شدت مشغولِ فرمان دادن به سقوط هر پرستو است. دیگرانی، مثل باروخ اسپینوزا یا آلبرت اینشتین خدا را مجموع قوانین طبیعی‌ای می‌دانستند که توصیف‌گر جهان هستند. من هیچ مدرکی برای بودن ریش‌سفیدان شبه‌انسانی که سرنوشت بشر را از یک نقطهٔ پنهان آسمانی کنترل می‌کنند نمی‌شناسم، اما انکار قوانین طبیعی، دیوانگی است.

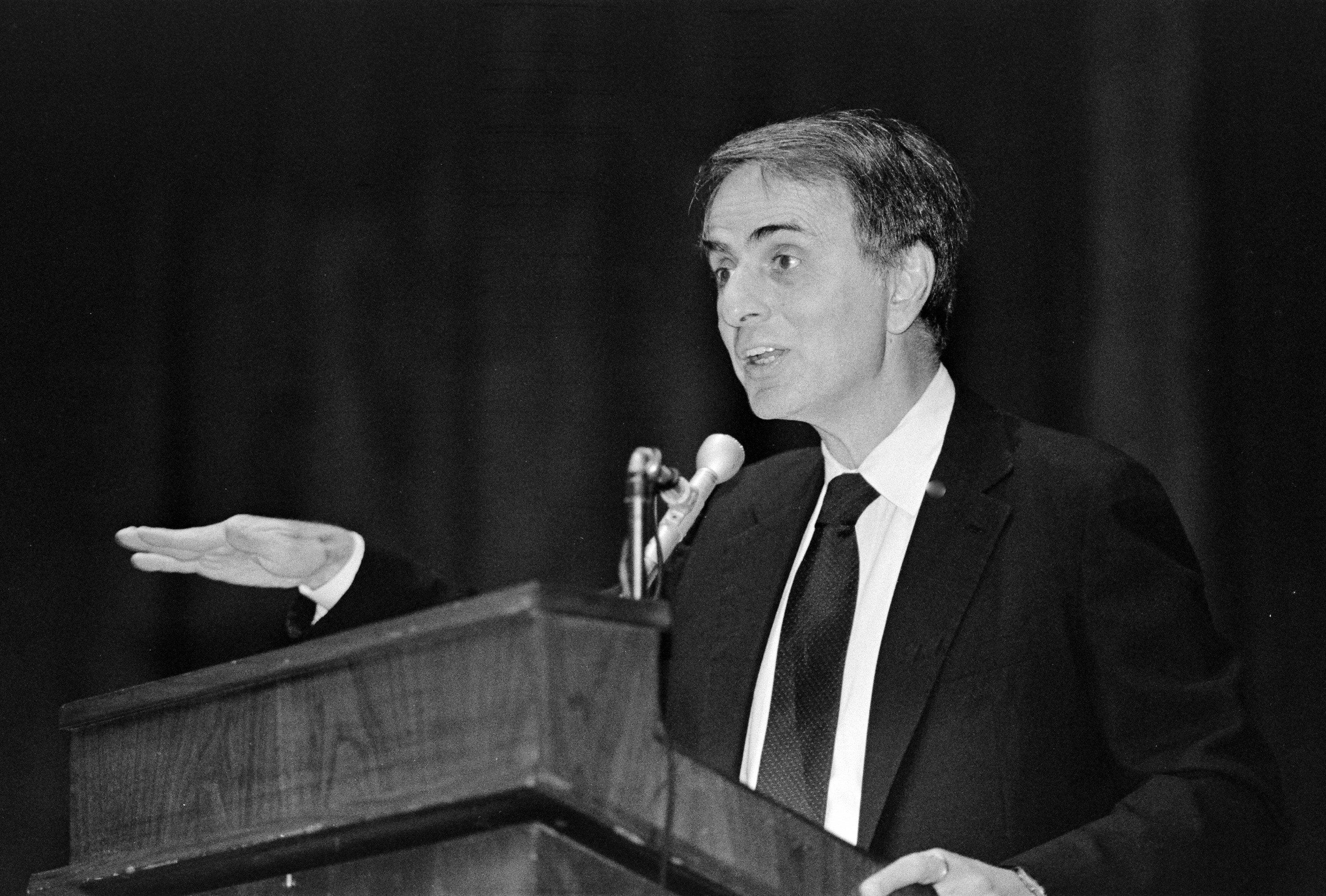
کارل سیگن، ۱۹۸۷

او، ۱۹۸۱ دربارهٔ خداناباوری می‌نویسد:
خداناباور کسی‌ست که از نبودن خدا اطمینان دارد. کسی که شواهد محکمی بر نبودن خدا دارد. من چنین شواهد محکمی نمی‌شناسم. چراکه خدا را می‌توان به دورترین زمان‌ها و مکان‌ها و به بی‌نهایت علت‌ها نسبت داد. ما باید بسیار بیشتر از آنچه تاکنون دربارهٔ جهان دانسته‌ایم، بدانیم تا مطمئن شویم چنین خدایی نیست. اطمینان از بودن خدا و اطمینان از نبودن خدا برای من دو انتهای مطمئن دربارهٔ موضوعی هستند که آن‌قدر پر از شک و بلاتکلیفی است که جای کمی برای اطمینان می‌ماند.

## تبلیغ ماری‌جوآنا
سیگن مصرف‌کننده و مبلغ ماری‌جوآنا بود. او با نام مستعار «آقای ایکس» مقاله‌ای دربارهٔ مصرف ماری‌جوانا در کتاب بازنگری در ماری‌جوآنا چاپ ۱۹۷۱ دارد. این مقاله توضیح می‌دهد که مصرف ماری‌جوآنا باعث الهام برخی از آثار سیگن و بهبود تجربیات فکری و جسمی او شده‌است. پس‌از مرگ سیگن، دوست او لستر گرینسپون این اطلاعات را در اختیار نویسنده زندگی‌نامه او قرار داد. انتشار این زندگی‌نامه با عنوان کارل سیگن، یک زندگی در ۱۹۹۹ باعث جلب توجه رسانه‌ها به زندگی کارل سیگن شد.

## مرگ
کارل سِیگِن پس از ابتلا به سندرم میلودیسپلاستیک برای دو سال از خواهرش مغز استخوان دریافت می‌کرد. اما ۱۹۹۶ در سیاتل و در ۶۲ سالگی بر اثر سینه‌پهلو درگذشت. او در قبرستان لیک ویو در ایتاکا، نیویورک دفن شد.

## جوایز و افتخارات

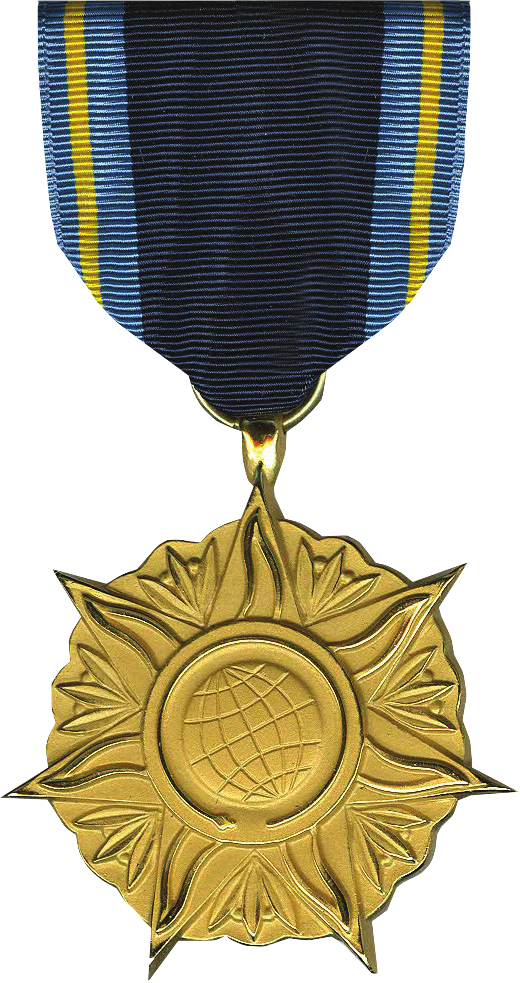
مدال خدمات برجستهٔ ناسا به سِیگن

- Annual Award for Television Excellence - 1981 - دانشگاه ایالتی اوهایو - PBS series Cosmos
- Apollo Achievement Award - National Aeronautics and Space Administration
- NASA Distinguished Public Service Medal - National Aeronautics and Space Administration (twice)
- جایزه امی - Outstanding Individual Achievement - 1981 - PBS series Cosmos
- Emmy - Outstanding Informational Series - 1981 - PBS series Cosmos
- Exceptional Scientific Achievement Medal - National Aeronautics and Space Administration
- Helen Caldicott Leadership Award - Women's Action for Nuclear Disarmament
- جایزه هوگو - 1981 - Cosmos
- Humanist of the Year - 1981 - Awarded by the انجمن انسان‌گرای آمریکایی
- In Praise of Reason Award - 1987 - کمیتهٔ تحقیق شک‌گرایانه
- Isaac Asimov Award - 1994 - کمیتهٔ تحقیق شک‌گرایانه
- جان اف. کندی کیهان‌نوردی Award - American Astronautical Society
- John W. Campbell Memorial Award - 1974 - Cosmic Connection: An Extraterrestrial Perspective
- Joseph Priestley Award - "For distinguished contributions to the welfare of mankind»
- Klumpke-Roberts Award of the Astronomical Society of the Pacific - 1974
- کنستانتین تسیولکوفسکی Medal - Awarded by the Soviet Cosmonauts Federation
- جایزه لوکس 1986 - Contact
- Lowell Thomas Award - Explorers Club - 75th Anniversary
- Masursky Award - جامعهٔ اخترشناسی آمریکا
- Miller Research Fellowship - Miller Institute (1960-1962)
- New Jersey Hall of Fame - 2009 inductee[۱۶]
- Oersted Medal - 1990 - انجمن مدرسین فیزیک آمریکا
- جایزه پیبادی - 1980 - PBS series Cosmos
- Prix Galbert - The international prize of کیهان‌نوردی
- Public Welfare Medal - 1994 - National Academy of Sciences
- Pulitzer Prize for General Non-Fiction - 1978 - The Dragons of Eden
- SF Chronicle Award - 1998 - Contact
- Named the "99th Greatest American" on the June 5, 2005, Greatest American show on the شبکهٔ تلویزیونی دیسکاوری